# Ђорђе Михаиловић (фудбалер)
Ђорђе Александар Михаиловић (енгл. Djordje Aleksandar Mihailovic; Џексонвил, 10. новембар 1998) је амерички фудбалер који тренутно наступа за Колорадо рапидсе. Игра на позицији офанзивног везног играча.
Михаиловић је рођен у Џексонвилу на Флориди, у српској породици, од оца Александра и мајке Живке. Одрастао је у Чикагу, где је његов отац годинама водио Чикаго бласт, фудбалски клуб за млађе узрасте.

## Успеси
Монтреал
- Првенство Канаде  (1) : 2021.[7]

 САД
- Конкакафов златни куп:  2019.[8]